# معاون نخست‌وزیر سوریه
معاون نخست‌وزیر سوریه (به عربی: نایب رئيس وزاراء سوريا) رسماً معاون رئیس شورای وزیران جمهوری عربی سوریه، معاون نخست‌وزیر سوریه از ۱۹۴۸ تا ۲۰۲۵ بود که معاون رئیس دولت سوریه و عضو شورای وزیران بود. معاون نخست‌وزیر دومین عضو عالی‌رتبه شورای وزیران یود. در نظام نیمه ریاستی دولت، نخست‌وزیر به عنوان «نخستین در میان برابران» در کابینه رفتار می‌شد. از سمت معاون نخست‌وزیر برای ایجاد ثبات و قدرت سیاسی در داخل یک دولت یا در مواقع اضطراری ملی که یک زنجیره فرماندهی مناسب لازم است استفاده می‌شود.

## فهرست معاونان نخست‌وزیر
- علی عبدالله ایوب
- عادل ارسلان[۱]
- بشیر العظمه
- رشاد برمدا
- عبدالله الدردری
- لطفی الحفار
- محمد الحسین
- عبدالحلیم خدام
- قدری جمیل
- ولید معلم[۲]
- عبدالقادر قدوره
- خالد رعد
- فاروق الشرع
- مصطفی طلاس
- سلیم یاسین[۳]